# Ян III ван Аркел
Йохан III фон Аркел или Ян III ван Аркел (на немски: Johann III von Arkel; на нидерландски: Jan III van Arkel/Jan Herbaren III van Arkel; * ок. 1275/1285 в Арке, Зеландия; † 24 декември 1324 в Горинхем в Зеландия, Нидерландия) е от 1297 г. до смъртта си 1324 г. господар на Аркел в Нидерландия.
Той е от един от най-значимите благороднически родове от Холандия. Той е син на Ян II ван Аркел († 27 март 1297 в битка при Вронен) и Бертроуда ван Щеркенборг (* ок. 1262), дъщеря на Герард ван Щеркенбург.
Йохан III наследява баща си през 1297 г. Той е фаворит на граф Вилхелм III от Холандия, граф на Хенегау и граф на Холандия и Зеландия.
Йохан III фон Аркел е погребан в Горинхем, близо до първата му съпруга Мабелия фон Фоорне.

## Фамилия
Йохан III фон Аркел се сгодява 1293 г. и се жени пр. 5 декември 1305 г. за Мабелия ван Форне (* ок. 1273; † 26 февруари 1313), дъщеря на Албрехт ван Форне († 1287), бургграф на Зеландия, и Алайд ван Лоон (* ок. 1242). Те имат децата:
- дете (умира малко)
- Йохан IV фон Аркел/Ян IV фон Аркел (* ок. 1305/1314; † 5 май 1360), господар на Аркел от 1326 г., женен 1327 г. за Ирмгард, дъщеря на граф Ото фон Клеве
- Маргарета/Мабелия фон Аркел († 13/23 юни 1368 в Утрехт), омъжена за Гижзбрехт, фон Ем († сл. 1330).

През 1310 г. Йохан III ван Аркел има незаконни бракове и има незаконните деца:
- Ян де Груйтер (* 1310) от незаконнен брак с леди де Груйтер
- Дирк Алрас ван Аркел (* 1315) от незаконен брак с леди ван Хаестрехт.

Йохан III ван Аркел се жени втори път 1314 г. за Кунигунда фон Вирнебург († 1328), вдовица на Йохан II фон Райфершайд „Стари“ († 1317), дъщеря на граф Рупрехт II фон Вирнебург († 1308) и Кунигунда фон Нойенар († 1329), или на граф Хайнрих I фон Вирнебург († сл. 1298). Те имат децата:
- Йохан IV фон Аркел (* 1314; † 1 юли 1378, Лиеж), епископ на Утрехт (1342 – 1364) и Лиеж (1364 – 1378)
- Роберт/Робрехт († 21 юли 1347 в битка), господар на Бергхевас, женен чрез разрешение на папата на 2 октомври 1346 г. за Алайд фон Асперен († 9 май 1366)
- Кунигунда фон Аркел († сл. 1346), омъжена за Йохан/Ян ван Хойзден (* 1305; † 5 май 1329 – 29 април 1330)